# Puerto Rico en los Juegos Panamericanos de 2023
Puerto Rico fue uno de los participantes de los Juegos Panamericanos de 2023 que se realizaron del 21 de octubre al 27 de octubre en la ciudad de Santiago de Chile, Chile.Este estuvo conformado con un total de 224 deportistas (121 mujeres y 103 hombres). Los abanderados de la ceremonia de apertura fueron el arquero Jean Pizarro y la judoca María Pérez. Puerto Rico obtuvo 20 medallas (3 de oro, 6 de plata y 11 de bronce).

## Medallistas
| Medalla           | Atleta / Equipo           | Deporte            | Evento                 | Fecha          |
| ----------------- | ------------------------- | ------------------ | ---------------------- | -------------- |
| Medalla de oro    | Adriana Diaz              | Tenis de Mesa      | Invididual             | 1 de noviembre |
| Medalla de oro    | Jean Pizarro              | Tiro con arco      | Compuesto Invididual   | 4 de noviembre |
| Medalla de oro    | Janessa Fonseca           | Karate             | -61 kg                 | 4 de noviembre |
| Medalla de plata  | María Pérez               | Judo               | -70 kg                 | 21 de octubre  |
| Medalla de plata  | Sairy Colón               | Judo               | -78 kg                 | 30 de octubre  |
| Medalla de plata  | Alysbeth Félix            | Atletismo          | Heptatló               | 2 de noviembre |
| Medalla de plata  | Luis Castro               | Atletismo          | Salto en alto          | 3 de noviembre |
| Medalla de plata  | Puerto Rico               | Sóftbol            | Equipos                | 4 de noviembre |
| Medalla de plata  | Puerto Rico               | Tenis de mesa      | Equipos                | 5 de noviembre |
| Medalla de bronce | Arelis Medina             | Taekwondo          | Poomsae individual     | 21 de octubre  |
| Medalla de bronce | Luis Colón                | Taekwondo          | Poomsae individual     | 21 de octubre  |
| Medalla de bronce | Luis Colón Arelis Medina  | Taekwondo          | Poomsae Parejas Mixtas | 22 de octubre  |
| Medalla de bronce | Steven Pineiro            | Skateboarding      | Park                   | 21 de octubre  |
| Medalla de bronce | Nelson Guilbe             | Gimnasia artística | Caballo con Arzones    | 24 de octubre  |
| Medalla de bronce | Ashleyann Lozada          | Boxeo              | 57 kg                  | 26 de octubre  |
| Medalla de bronce | Mariecarmen Rivera        | Surf               | SUP Race               | 30 de octubre  |
| Medalla de bronce | Adriana Díaz Melanie Díaz | Tenis de mesa      | Dobles                 | 31 de octubre  |
| Medalla de bronce | Darian Cruz               | Lucha              | 57 kg estilo libre     | 1 de noviembre |
| Medalla de bronce | Joseph Silva              | Lucha              | 65 kg estilo libre     | 2 de noviembre |
| Medalla de bronce | Cristian Azcona           | Bolos              | Invididual             | 5 de noviembre |

Podio extraído de la página oficial de las Olimpiadas

Fechas extraídas de la página oficial de Santiago 2023